# Сборная Зимбабве по регби
Сборная Зимбабве по регби (англ. Zimbabwe national rugby union team) представляет Зимбабве в международных матчах и соревнованиях по регби-15 высшего уровня. По классификации IRB Зимбабве является командой третьего яруса. Регби получило развитие на территориях Зимбабве в конце XIX века, первый официальный матч национальной сборной (Южной Родезии) был сыгран в 1910 году — соперником выступили британцы.
Команда поддерживала тесные отношения с британскими «львами» и в дальнейшем. Европейские гости регулярно играют с Зимбабве в рамках их турне по ЮАР. Зимбабвийцы также провели несколько матчей против «Олл Блэкс», первая встреча состоялась в конце 1920-х годов.
Сборная Зимбабве, известная под прозвищем Sables, дважды принимала участие в розыгрышах кубка мира (1987, 1991). Так как сборная ЮАР пропустила два первых чемпионата, зимбабвийцы стали первой командой, представлявшей Африку на мировом форуме. Тем не менее, команда не одержала ни одной победы в рамках финальной части чемпионата мира.

## История
С прибытием в Родезию Первой колонны под предводительством Сесиля Родса в 1890 году на территории современного Зимбабве появились первые регбисты. В 1894 году в Булавайо были созданы старейшие клубы страны, «Куинс» и «Булавайо Атлетик Клаб». Спустя год, в 1895 году был создан Регбийный союз Родезии.
В 1898 году состоялся первый тур родезийцев в Южную Африку. Тогда команда Родезии была укомплектована представителями пяти крупнейших клубов страны, расположенных в Булавайо и Сэлисбери.
30 июля 1910 года сборная Родезии принимала в Булавайо команду Британских островов, посетившую Южную Африку. Британцы выиграли со счётом 24:11. 24 июля 1924 году в Сэлисбери прошёл следующий матч соперников, и европейская сборная снова праздновала успех (16:3). 14 июля 1928 года родезийцы принимали сборную Новой Зеландии и уступили «чёрным» со счётом 8:44.
В рамках южноафриканского тура 1938 года британцы сыграли с Родезией два раза. Первый из них прошёл 20 июля и завершился победой гостей (25:11), спустя три дня состоялась вторая игра, в которой снова выиграли регбисты Великобритании (45:11). В 1949 году знаменитый состав родезийцев Джона Моркела обыграл Новую Зеландию, ведомую Фредом Алленом (10:8). Таким образом родезийцы стали одной из шести сборных, сумевшим победить «Олл Блэкс» в течение последних ста лет. Через три дня новозеландцы попытались взять реванш, однако матч завершился вничью (3:3).
В 1955 году британцы снова дважды сыграли с Родезией. Первый матч европейцы выиграли со счётом 27:14, второй — со счётом 16:12. В 1960 году страну в очередной раз посетили новозеландцы. «Чёрным» удалось выиграть со счётом 29:14, хотя после первого тайма в игре наблюдалось равенство сторон (6:6). 1962 год ознаменован ещё одной встречей с «Британскими и ирландскими львами»: 25 мая британцы одержали очередную победу над хозяевами (23:9). В 1964 году «львы» выиграли со счётом 32:6. В 1970 году состоялся последний матч сборной Родезии со сборной Новой Зеландии. Африканцы уступили (14:27), сохранив при этом весьма успешную статистику игр с «Олл Блэкс»: 1 победа, 1 ничья и 3 поражения.
В 1973 году родезийцы встретились с командой Италии и достаточно крупно обыграли соперника — 42:4. В 1974 году в Селисбери вернулись «львы», нанеся африканцам очередное поражение (6:42). В 1960-х и 1970-х годах несколько уроженцев Родезии стали выступать за южноафриканскую сборную, одну из сильнейших в мире. В начале—середине 1970-х годов развитие регби в стране достигло пиковых показателей: в Родезии насчитывалось 49 клубов, которые представляли 102 команды.
В 1980 году, вместе с конституционными изменениями, произошли изменения в структуре руководящих регбийных институтов. Регбийный союз Родезии был переименован в Регбийный союз Зимбабве. Тогда же сборная отправилась в турне по Англии, в рамках которого провела шесть матчей. В первом из них представители новообразованного государства встретились со сборной графства Суррей на стадионе «Туикенем». Также национальная команда провела встречу со сборной Глостершира на «Кингсхолме».
Официальное открытие регбийному миру новой сборной Зимбабве состоялось 7 июля 1981 года, зимбабвийцы играли с Кенией и одержали победу (34:24). В 1987 году сборная вошла в число стран, приглашённых к участию в первом чемпионате мира. Команда выступила неудачно и проиграла во всех трёх матчах группового этапа.
В 1990-х годах сборная регулярно играла с соперниками из Намибии, а также, в некоторых случаях, с ивуарийцами и марокканцами. В 1991 году команда снова сыграла на кубке мира. Встретившись со сборными Ирландии, Шотландии и Японии, зимбабвийцы опять не сумели выиграть.
В июне 2005 года сборная Зимбабве начала отбор к чемпионату мира 2007 года, обыграв Сенегал (21:15). Во втором же матче зимбабвийцы проиграли Кот-д’Ивуару. Кубок Африки 2006 года стал для болельщиков сборной настоящим разочарованием: команда заняла третье место в группе, пропустив вперёд Мадагаскар и Замбию.
Несмотря на то, что регби в Зимбабве ослабевает ввиду недостаточного развития инфраструктуры и недостатка тренеров, многие спортсмены зимбабвийского происхождения стали игроками мирового уровня. Зимбабвийское регби обладает конкурентоспособностью вплоть до уровня старшей школы, однако для более старших возрастных групп условия не поддерживаются. Выбор игроков для сборной становится всё более скудным, и этим объясняется упадок последних лет. Выходцы из Зимбабве выступают преимущественно за сборную ЮАР. Тем не менее, некоторые спортсмены играли за команды Австралии, Шотландии и ряда других европейских стран.
Среди известных регбистов, покинувших Зимбабве наиболее примечательны примеры Рэй Мордта, Гари Тейхманна, Брайана Муджати, Эдриана Гарви, Тендаи Мтаварира, Бобби Скинстеда, Тондераи Чаванги, Кеннеди Цимба (все — ЮАР). Дэвид Поукок играл за сборную Австралии, Дэвид Кёртис представлял ирландскую команду, Скотт Грей, Дэвид Дентон и Пол Джонстоун защищали цвета шотландской сборной, Энди Маринос играл за Уэльс, Эдмур Такаэндеса — за Германию, а Такудзва Нгвенья выступал за сборную США.